# Христофорова, Надежда Константиновна
Надежда Константиновна Христофорова (30 октября 1940, Приморский край — 7 марта 2024) — советский и российский учёный-эколог, преподаватель, организатор экологического образования и научной школы морской экологии на Дальнем Востоке России, заслуженный деятель науки Российской Федерации, длительное время работавшая в Дальневосточном федеральном университете и Тихоокеанском институте географии ДВО РАН. Основатель и заведующая кафедрой экологии Дальневосточного федерального университета (1986—2020), заведующая кафедрой ЮНЕСКО по морской экологии Дальневосточного федерального университета (1998—2021). Доктор биологических наук, профессор.

## Биография

### Образование
Окончила с отличием химический факультет Дальневосточного государственного университета. После окончания университета обучался в аспирантуре при кафедре физической и коллоидной химии ДВГУ. Защитила кандидатскую диссертацию по теме «Электрохимическое поведение кислорода на электродах и в растворах». В 1985 году в Институте эволюционной морфологии и экологии животных АН СССР защитила диссертацию на соискание ученой степени доктора биологических наук, посвященную биоиндикации загрязнения морских вод тяжелыми металлами. Стала первым доктором наук по специальности «Экология» на Дальнем Востоке России.

### Карьера

#### Общественная деятельность
- с 1961 года — секретарь комитета комсомола ДВГУ
- с 1971 года — комсорг ЦК ВЛКСМ по работе с научной молодёжью ДВНЦ АН СССР

#### Научно-педагогическая деятельность
- с 1974 г. — старший научный сотрудник, ведущий научный сотрудник лаборатории геохимии Тихоокеанского института географии ДВО РАН, руководила группой морской биогеохимии (по 1986)
- с 1981 по 1986 год — эксперт международной рабочей группы по использованию моллюсков для оценки загрязнения морских вод.
- с 1986 по 2011 год — заведующая кафедрой экологии Дальневосточного государственного университета (ДВГУ)
- с 1998 по 2021 год — заведующая кафедрой ЮНЕСКО по морской экологии ДВГУ (ДВФУ)
- с 2002 по 2009 год — заведующая кафедрой экологии и природопользования Дальневосточной государственной социально-гуманитарной академией (ныне ПГУ им. Шолом-Алейхема)
- с 2009 по 2015 год — заведующая кафедрой экологии и биологии Приамурского государственного университета имени Шолом-Алейхема
- с 2011 по 2021 год — профессор кафедры экологии Дальневосточного федерального университета (ДВФУ), член ученого совета Школы естественных наук ДВФУ, председатель диссертационного совета по специальности «Экология»
- с 2011 по 2017 год — руководитель образовательных программ по направлению «Экология» Школы естественных наук ДВФУ
- с 2015 г. — профессор кафедры географии, экологии и природоохранного дела Приамурского государственного университета имени Шолом-Алейхема
- с 2019 по 2021 год — руководитель англоязычной магистерской программы «Aquatic Biological research» по направлению «Биология» Школы естественных наук ДВФУ
- с 2021 г. — профессор международной кафедры ЮНЕСКО морской экологии Института Мирового океана ДВФУ

В 1980 году присвоено звание старшего научного сотрудника по специальности «биогеохимия».
В 1995 году избрана профессором Вашингтонского университета, а в 1996 профессором Университета Западного Вашингтона.
С 1997 года под руководством Н. К. Христофоровой работает Совет по защитам докторских диссертаций по специальности «Экология» (биологические науки) в ДВФУ. Под её руководством защищены 63 кандидатских и 12 докторских диссертаций.
В 2018 году Н. К. Христофорова приняла участие в X Международном форуме неправительственных партнёров ЮНЕСКО и выступила на семинаре «Роль женщин в науке».
Член редколлегий научных журналов «Биология моря», «Известия ТИНРО», «Успехи наук о жизни», «Здоровье. Медицинская экология. Наука», «International Scientific Publications: Ecology & Safety».
Умерла 7 марта 2024 года в возрасте 83 лет.

## Научные интересы и работы
Круг научных интересов составляют биогеохимия, морская экология, загрязнение окружающей среды и его оценка, экотоксикология, биологические методы восстановления деградированной среды и нарушенных экосистем, экологическое образование. Н. К. Христофоровой создана школа специалистов по биоиндикации и мониторингу качества среды, оценке её природных и антропогенных изменений, отклику организмов на условия существования. В последние годы, продолжая заниматься мониторингом состояния морской среды, она вместе с коллегами сосредоточилась на загрязнении атмосферного воздуха, используя современные методы и делая акцент на нано- и микроразмерных частицах атмосферной взвеси.
Автор более 200 научных работ, в том числе 4 монографии, 2 учебных пособия, 2 методических пособия, трижды переиздававшийся учебник для университетов «Основы экологии» (1999, 2007, 2013) и 34 публикации в журналах, индексируемых Web of Science.

## Экспедиционная деятельность
Н. К. Христофорова была участником и руководителем многих прибрежных и бессменным ученым секретарем нескольких международных морских экспедиций, организованных институтами ДВО РАН. Работала в девяти морях Мирового океана.

## Членство в научных учреждениях
- 1995 — действительный член Российской экологической академии
- 1995 — член-корреспондент Российской академии естественных наук
- 2013 — действительный член Международной академии наук экологии и безопасности жизнедеятельности

## Звания и награды
- Заслуженный деятель науки Российской Федерации
- Почётный работник высшего профессионального образования Российской Федерации
- Почётный профессор Дальневосточного государственного университета
- Премия Российского профессорского собрания «Профессор года» в номинации «Биологические науки» (2019)